# Villányi borvidék
A Villányi borvidék (korábban Villány–Siklósi borvidék) úttörő szerepet játszott a magyar borászat újjászületésében. Magyarország egyik legfejlettebb bortermő vidéke. Sikerét egyesek a nagyüzemi termelés alatt összeszokott kiváló szakembereknek, mások az idetelepült svábok kitartásának tulajdonítják. A Villányi borvidék esetében két nagy településhez kötődő, eltérő arculatú termesztésről beszélünk: Villány tüzes vörösborairól és modern technológiájáról híres, míg Siklós kissé háttérbe szorult fehérboraival. Legdélibb fekvésű borvidékünkön 2100 hektáron termesztik a szőlőt. Szubmediterrán éghajlata kiváló körülményeket teremt a szőlő érleléséhez: ez hazánk legmelegebb, legnaposabb borvidéke, hosszú száraz nyarakkal és tenyészidővel. Talaja a Villányi-hegység mészkövére rakódott vörös agyaggal és barna erdőtalajjal keveredő lösz.

## Szőlőfajták és borok
A villányi vörösborok sötétrubin színűek, testesek, illat- és zamatgazdagok, magas alkohol- és tannintartalmúak. Mintegy 70-80%-ban találhatók a termőterületen. Ezek a kevés hagyományos kadarka, több oportó (portugieser), valamint a kékfrankos, cabernet sauvignon, cabernet franc, merlot, Zweigelt, pinot noir. Belőlük készülnek a legkeresettebb magyar borok és a népszerű kékfrankos cuvée-k. Siklós tüzes fehérborai az olaszrizling, a tramini, és az ottonel muskotály.

## Települések
- Villányi körzet: Kisharsány, Nagyharsány, Palkonya, Villány, Villánykövesd, Vokány
- Siklósi körzet: Bisse, Csarnóta, Diósviszló, Harkány, Hegyszentmárton, Kistótfalu, Márfa, Nagytótfalu, Siklós, Szava, Túrony

## Történelem
Honfoglaló őseink, a rómaiak meghonosította művelési módszereket átvéve folytatták itt a szőlészet, borászat mesterségét. A vörösborfajták uralmát a rácoknak köszönhetjük, akik a törökök elől menekülve hozták magukkal a kadarkát, valamint a vörösborkészítés fogásait. A 18. században idetelepült svábok meghonosították a portugiesert (korábban kékoportót), mely máig egyik fő fajtája e vidéknek. Ők alakították ki a pincéket, pinceutakat is. Ezt követően érkezett meg a kékfrankos, később pedig a filoxérajárvány után a francia fajták: a cabernet franc és cabernet sauvignon, a merlot és a pinot noir. 
Az egyik legkorábbi és egyben legsikeresebb szőlőbirtokos a pécsi eredetű, polgári származású Teleki Zsigmond (1854–1910) borász, aki 1882-ben alapította meg a Teleki pincészetet. Halála után fiai, Teleki Sándor (1890–1942) és Teleki Andor (1883–1953) kormányfőtanácsos átvették apjuk üzemét és továbbfejlesztették. A nagyüzemi termelés nyűgjeitől szabadulva az 1980-as évek végén kezdték el a kistermelők a saját bortermelést. Piacorientált hozzáállásuk, a világfajták bevezetése alapozta meg Villány hírnevét. 1987-ben a Szőlő és Bor városa megtisztelő címet érdemelte ki Villány a nemzetközi zsűritől. Egy évvel később megalakult a Villányi Borőrök rendje is.

## Fontosabb pincészetek

A borvidék meghatározó termelői:
- Bock pincészet
- Vojtek Pincészet
- Günzer Tamás pincészete
- Günzer Zoltán pincészet
- Malatinszky pincészet
- Mokos Pincészet
- Cult of Wine Villány, a művészpince
- Sauska Borászat
- Vylyan pincészet
- Bognár Pincészet Archiválva 2019. április 10-i dátummal a Wayback Machine-ben

## Külső hivatkozások
- Pécsi Borozó (magazin)
- Villányi borvidék weboldala
- A borozunk.hu oldaláról.
- Egy nem mindennapi borkóstoló a Villány melletti Kisjakabfalván